# 輪派絵師団
輪派絵師団（りんぱえしだん）は、主にモーションペイントを得意とするアーティスト集団。5人を中心としたメンバーから成り、ライブペインティングや映像作品の監督なども手がける。

## メンバー
- NOIZ-DAVI
- 山本大輔
- ダニエル・ハリス・ローゼン（D.H.Rosen）
- 笹井あかり
- XOLA
- YUSEI

## 沿革
元々は「輪派」という音楽集団だったが、輪派絵師団というアートを手がける集団となった。その後、国内外のライブペインティングイベントなどに出演している。また、YouTubeにおいて自身のモーションペイント作品をアップロードしていった。
スケートボードのデザインや壁画、企業プロモーションビデオやCM・MVに出演・制作している。
2008年6月29日には作品を収録した初のDVD「en」を発売した。

## メディアでの出演
- サラリーマンNEO（第2期OPにサラリーマン姿で出演）
- TSUTAYA（半額レンタルセールのCMに出演）
- 新進気鋭（opに出演）
- skype out side
- 映像作家100人2009特集
- JAXTAPOZ特集
- KDDI mobile America（CM出演）
- TED×TOKYO

## 主な作品
- 1 week of art works
- Puzzle
- sai
- Room
- cube
- Beijing
- TOYOTA　FT-86 concept movie
- ディズニーXD スケートマインド
- 栞 suburban featuring shing02 (PV)
- MINI×Rinpa eshidan